# 手代町
手代町（てしろちょう）は、埼玉県草加市の町名。手代一丁目から三丁目まであり、全域で住居表示実施済み。郵便番号は340-0021。

## 地理
草加市の東部に位置する。八潮市と接する。主に住宅地となっている。西端を伝右川、東部の境界線上を綾瀬川が流れる。南部の弧を描く八潮市西袋との境界線も、河川改修前の綾瀬川の旧河道である。

## 沿革
- 1958年（昭和33年）11月1日 - 市制が施行され、同時に草加町大字谷古宇の一部から手代町に町名変更[4]。
- 2018年（平成30年）11月23日 - 住居表示実施により手代一丁目から三丁目が成立する[5]。

## 世帯数と人口
2017年（平成29年）10月1日現在の世帯数と人口は以下の通りである。
| 町丁   | 世帯数    | 人口    |
| ------ | --------- | ------- |
| 手代町 | 2,503世帯 | 5,829人 |

## 小・中学校の学区
市立小・中学校に通う場合、学区は以下の通りとなる。
| 番地 | 小学校             | 中学校             |
| ---- | ------------------ | ------------------ |
| 全域 | 草加市立高砂小学校 | 草加市立瀬崎中学校 |

## 交通

### 鉄道
地内に鉄道は敷設されていない。東武伊勢崎線（東武スカイツリーライン）草加駅が最寄り駅となっている。

### 道路
- 埼玉県道327号草加八潮三郷線
- 綾瀬通り

## 施設
- 中町会館
- 中央公園
- 手代東公園
- 手代南公園
- 手代第1公園
- 手代パンダ公園
- 中央ポンプ場公園
- 中央ポンプ場